# Baptiste Rollier
Baptiste Rollier (* 27. srpen 1982, Švýcarsko) je švýcarský reprezentant v orientačním běhu. Dosud má dvě medaile z mistrovství světa, v obou případech je však švýcarský tým v duchu fairplay nepojal zcela za vlastní, neboť je získal díky zranění soupeře, resp. dalším souvisejícím okolnostem (odstoupení i dalších závodníků při záchraně) – jednalo se o bronz na Mistrovství světa v roce 2008 v Olomouci a o zlatou medaili ze štafet na Mistrovství světa v orientačním běhu 2009 v Maďarsku. Každopádně nesporným vlastním úspěchem a dosud nejlepším individuálním výsledkem je čtvrté místo z klasické trati na Mistrovství světa v orientačním běhu 2011 ve Francii. V současnosti běhá za norský klub Kristiansand OK, v jehož barvách se stal vítězem prestižních klubových závodů Tiomila (v roce 2008 a 2009) i Jukola (2009).
V současnosti žije s manželkou Monikou v Hradci Králové.

## Sportovní kariéra

### Umístění na MČR
| Umístění na Mistrovství České republiky v orientačním běhu | Umístění na Mistrovství České republiky v orientačním běhu | Umístění na Mistrovství České republiky v orientačním běhu | Umístění na Mistrovství České republiky v orientačním běhu | Umístění na Mistrovství České republiky v orientačním běhu | Umístění na Mistrovství České republiky v orientačním běhu | Umístění na Mistrovství České republiky v orientačním běhu | Umístění na Mistrovství České republiky v orientačním běhu |
| Ročník                                                     | Kategorie                                                  | Klasická trať                                              | Krátká trať                                                | Sprint                                                     | Noční                                                      | Ranking                                                    | Členství v klubu                                           |
| ---------------------------------------------------------- | ---------------------------------------------------------- | ---------------------------------------------------------- | ---------------------------------------------------------- | ---------------------------------------------------------- | ---------------------------------------------------------- | ---------------------------------------------------------- | ---------------------------------------------------------- |
| MČR 2011                                                   | H21 – muži                                                 | disk                                                       |                                                            |                                                            |                                                            |                                                            | Švýcarsko                                                  |
| MČR 2013                                                   | H21 – muži                                                 |                                                            |                                                            |                                                            |                                                            | 1185. místo                                                | OK 99 Hradec Králové                                       |
| MČR 2015                                                   | H21 – muži                                                 | 1. místo                                                   | 4. místo                                                   |                                                            |                                                            | 189. místo                                                 | OK 99 Hradec Králové                                       |
| MČR 2016                                                   | H21 – muži                                                 |                                                            |                                                            | 3. místo                                                   |                                                            | 818. místo                                                 | OK 99 Hradec Králové                                       |
| MČR 2017                                                   | H21 – muži                                                 | 4. místo                                                   | 4. místo                                                   | 7. místo                                                   |                                                            | 4. místo                                                   | OK 99 Hradec Králové                                       |